# Головково (Большесельский район)
Головково — хутор в Благовещенском сельском поселении Большесельского района Ярославской области.
Хутор стоит на правом берегу реки Черёмухи.

## Население
По данным статистического сборника «Сельские населенные пункты Ярославской области на 1 января 2007 года», в хуторе Головково не числится постоянных жителей. По топокарте 1975 года в деревне проживало 4 человека.

## География
Хутор стоит на северном правом берегу реки Черёмухи, в её верхнем течении, ниже впадения в Черёмуху реки Ахробость.  Окрестности хутора пересекают многочисленные мелиоративные канавы. Хутор стоит на расстоянии около 1 км на юг от села Благовещенье, по которому называется сельское поселение. Выше ниже Головково по течению, к северо-западу стоит деревня Борисовское, в которой располагается администрация сельского поселения. На противоположном берегу реки, напротив Головково стоит деревня Кузьминское. Через Кузьминское и Головково проходит дорога, связывающая Благовещенье с районным центром Большое Село. На расстоянии около 1 км к востоку от Головково на другом берегу реки Ахробость стоит деревня Ивановское.